# Puerto Lope

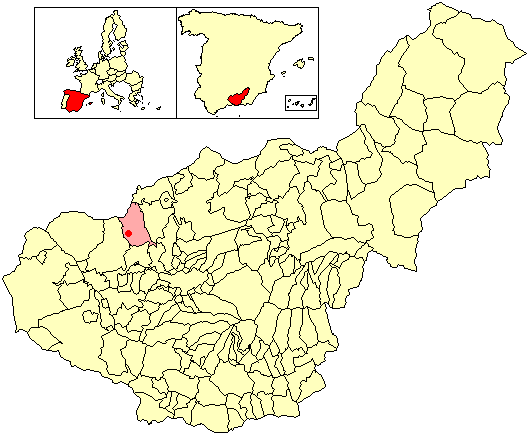
Situación de Puerto Lope respecto al término municipal de Moclín, en la provincia de Granada.

Señal de entrada al municipio

Puerto Lope (llamado habitualmente El Puerto) es una localidad española perteneciente al municipio de Moclín, en la provincia de Granada, comunidad autónoma de Andalucía. Está situada en la parte oriental de la comarca de Loja. A seis kilómetros del límite con la provincia de Jaén, cerca de esta localidad se encuentran los núcleos de Tiena, Tózar e Íllora.
Esta pedanía es el mayor núcleo de población de todo el término municipal y es donde se concentra la mayor cantidad de lugares de ocio. Su nombre procede de su dueño Lope de León, oidor de la Real Chancillería de Granada y padre de Fray Luis de León.

## Historia
Población constituida desde época romana, adquiere importancia durante el periodo de ocupación musulmana donde se convierte en un puerto franco de intercambio debido a su situación estratégica de paso entre el Reino de Granada y la Corona de Castilla. 
Durante la Edad Moderna la mayoría de las tierras de Puerto Lope fueron propiedad de la familia León o Ponce de León. El oidor Lope de León adquirirá hasta 1600 fanegas de tierra de los Ponce de Ocampo y de los Gadea sobre las que fundará mayorazgo. A ello añadirá la jurisdicción de la villa, que compró a la Corona en 1559, convirtiéndose en el primer señor de Puerto Lope. El señorío continuará en esta familia hasta don Juan Ponce de León Bobadilla ya en el siglo XVIII, pero con su muerte pasará a los Velluti hasta la extinción de los señoríos.
En época de la ocupación francesa es quemado y destruido por su resistencia al enemigo (envenenaron a soldados franceses, y algunos mamelucos pero no fue más que una simple diarrea) y posteriormente es repoblado por gente autóctona de Asturias —de aquí el apellido Argüelles, común en la zona—.